# NSB Type 31
Die norwegische Dampflokomotivbaureihe Type 31 wurde zwischen 1915 und 1926 von Thunes mekaniske verksted in Oslo, Nydqvist och Holm in Trollhättan, Breda in Sesto San Giovanni, Hamar Jernstøberi in Hamar und Norsk Maskin Industri (NMI) in Oslo für Norges Statsbaner gebaut.

## Geschichte
Die Baureihe war eine Weiterentwicklung der Baureihe NSB Type 26. Sie war eine der größten Dampflokomotive-Baureihen der NSB und bespannte die wichtigsten Züge auf den nicht elektrifizierten Strecken, vor allem auf der Bergenbane und der Gjøvikbane, sowie in den Bahndistrikten Hamar und Trondheim.
Die Lokomotiv-Baureihe wurde in zwei Varianten gebaut.

### Type 31a
Die erste Serie 31a mit den vier Lokomotiven Nr. 284 und 285 (Thune 1915) sowie 319 und 320 (Thune 1920) wurden hauptsächlich als Schiebelokomotive für die Schneeschleudern auf der Bergenbane erworben. Sie wurden bis 1968 verwendet und wurden vom Bahnhof Finse aus eingesetzt.
Die 31a war eine Vierzylinder-Hochdruck-Lokomotive. Bedingt dadurch, dass bei Hochdruckzylinder-Lokomotiven der volle Druck in allen Zylindern gleichzeitig auftritt, ergibt sich ein leistungsstarkes Anlaufmoment, wobei beim Kohleverbrauch in Bezug auf die Leistung kein Spitzenverbrauch auftritt. Dies machte die Lokomotiven besonders für den Schneeräumdienst geeignet, da hier die hohe Leistung nur über einen kurzen Zeitraum benötigt wurde.

### Type 31b
Die zweite Serie 31b mit 23 Lokomotiven war eine Vier-Zylinder-Verbundlok. Das heißt, der Dampf expandierte zunächst in zwei Hochdruck-Zylindern und danach in zwei Niederdruck-Zylindern. Dies führte zur besseren Ausnutzung der Dampf und geringerem Kohleverbrauch. Die 31b war daher besser geeignet, schwere Züge auf langen Steigungen zu ziehen als die 31a. Die Bergenbane mit ihren Steigungen war daher das Haupteinsatzgebiet der Lokomotiven der Bauart 31b bis zum Ende der 1950er-Jahre.

## Einsatzgebiete
Die Maschinen wurden immer als typische Gebirgslokomotiven betrachtet und zogen vor allem die Personzugpaare 601/602, 605/606 und 609/610 auf der Bergenbane. Sie fanden jedoch bei Güterzügen ein weiteres Betätigungsfeld, da sie durch einen relativ kleinen Durchmesser der Antriebsräder als universell einsetzbare Lokomotive galt. Die Lokomotiven wurden gleichmäßig auf Bahndistrikte Oslo, Bergen, Oslo und Trondheim verteilt. Die Maschinen aus Oslo wurden meist von Oslo nach Ål eingesetzt, wo eine Maschine aus Bergen den Zug nach Bergen übernahm. Ebenso wurden sie von Oslo aus auf der Gjøvikbane und zwischen Lillestrøm und Hamar eingesetzt. Die Maschinen aus den Distrikten Hamar und Trondheim verkehrten auf der Dovrebane und der Raumabane. Die Trondheimer Lokomotiven wurden teilweise nördlich von Trondheim eingesetzt.

## Ende des Plandienstes
Mit Übergang zum Dieselbetrieb am Ende der 1950er Jahre gingen die von den Dampflokomotiven geführten Züge an Diesellokomotiven vom Typ Di 3 über. Für die Personenzüge auf der Bergenbane geschah dies 1957/1958. Zwischen 1961 und 1963 löste die Elektrifizierung auf der Gjøvikbane weitere Dampflokomotiven ab. Diese wurden teilweise an anderen Dienststelle übertragen. Sieben Lokomotiven übernahmen im Distrikt Hamar ab 1961/62 Hamar und Otta den Güterzugdienst.  Sie wurden zudem für Arbeitszüge verwendet, teilweise auf Nebenstrecken, die diese schweren Lokomotiven aushalten mussten (Valdresbanen 1967/1968 und Rørosbanen zwischen 1965 und 1968).
Die Schneeschleuderlokomotiven Nr. 285 und 320 wurden erst 1970 abgestellt und danach nur kurz als Reserve bereitgehalten. Dies galt zudem für die Nr. 451, die stets dem Distrikt Oslo gehörte, aber am Ende im Schneeräumdienst eingesetzt wurde. Vermutlich war 1969 das letzte Jahr, in dem die Loks im Plandienst eingesetzt waren, wobei dies meist nur in Notfällen geschah.
Nr. 403 wurde nach einer Kollision mit einem Kesselwagenzug bei Breifoss bei Geilo auf der Bergensbane am 28. Februar 1944 ausgemustert. Nr. 415 war dann die erste Lokomotive der noch eingesetzten Serie, die am 27. Oktober 1960 ausgemustert wurde, die restlichen Maschinen folgten, bis Nr. 451 am 9. November 1970 als Letzte außer Dienst gestellt wurde.

## Museumslok
Nr. 452 ist erhalten geblieben und steht im Norsk Jernbanemuseum in Hamar. Sie war zuletzt als Reservelokomotive in Otta bis 8. Oktober 1968 im Einsatz.